# This Was
This Was — перший студійний альбом англійської групи Jethro Tull, який був випущений 25 жовтня 1968 року.

## Композиції
1. My Sunday Feeling — 3:43
2. Some Day the Sun Won't Shine for You — 2:49
3. Beggar's Farm — 4:19
4. Move on Alone — 1:58
5. Serenade to a Cuckoo — 6:07
6. Dharma for One — 4:15
7. It's Breaking Me Up — 5:04
8. Cat's Squirrel — 5:42
9. A Song for Jeffrey — 3:22
10. Round — 1:03

## Учасники запису
- Мік Абрахамс — гітара, дев'ять гітара, вокал
- Ян Андерсон — флейта, губна гармошка, фортепіано, вокал
- Клайв Банкер — барабани
- Гленн Корнік — бас-гітара